# Héctor Santoyo
Héctor Manuel Santoyo Aguilar (León de Los Aldama; 25 de enero de 1954-29 de abril de 2021) fue un futbolista mexicano que jugaba como defensa.

## Clubes
| Club                       | País   | Año       |
| -------------------------- | ------ | --------- |
| León                       | México | 1971-1975 |
| Universidad de Guadalajara | México | 1975-1980 |
| Unión de Curtidores        | México | 1980      |

## Palmarés

### Títulos nacionales
| Título               | Equipo | País   | Año     |
| -------------------- | ------ | ------ | ------- |
| Copa México          | León   | México | 1971-72 |
| Campeón de Campeones | León   | México | 1971-72 |

### Títulos internacionales
| Título                           | Equipo                   | País   | Año  |
| -------------------------------- | ------------------------ | ------ | ---- |
| Copa de Campeones de la Concacaf | Leones Negros de la UdeG | México | 1978 |